# Cổ Long
Cổ Long (1938 - 1985; tiếng Trung: 古龍) là nhà văn Đài Loan viết tiểu thuyết võ hiệp nổi tiếng. Ông cũng là nhà biên kịch, nhà sản xuất và đạo diễn. Các tác phẩm của ông đã được chuyển thể nhiều lần trên phim truyền hình cũng như điện ảnh.

## Tiểu sử
Cổ Long tên thật là Hùng Diệu Hoa (熊耀華). Có tài liệu nói ông sinh tại Hồng Kông, có tài liệu nói ông sinh ở Trung Hoa lục địa. Tuy nhiên, quê quán (tổ tịch) của ông là ở Giang Tây (江西, Jiangxi), Trung Quốc. Ông là một tác giả tiểu thuyết kiếm hiệp nổi tiếng mọi thời đại, là người khởi nguồn cho dòng tiểu thuyết kiếm hiệp tân phái.
Năm 1952, Cổ Long theo cha mẹ di cư sang Đài Loan sinh sống. Thời thơ ấu, Cổ Long luôn cảm thấy lẻ loi, cô độc. Do hoàn cảnh khó khăn, ông thường phải chứng kiến cảnh cha mẹ bất hòa, gây gổ với nhau. Sau đó, gia đình tan vỡ, cha mẹ chính thức ly dị. Bởi lý do đó mà ông bỏ nhà, sống một mình tại trấn Thụy Phương, ở ngoại ô quận Đài Bắc (台北縣瑞芳鎮), tự lực tìm cách sinh nhai và học hành. Ngay từ thuở nhỏ, Cổ Long đã đọc và rất yêu thích các tác phẩm võ hiệp cổ điển của Trung Quốc. Sau đó mấy năm, ông còn đọc thêm các bộ tiểu thuyết cận đại của Nhật Bản, các tác phẩm văn học của Tây phương.
Cổ Long bắt đầu viết văn từ rất sớm. Từ khi học năm thứ hai ở Bộ Sơ trung, Trường Cao cấp Trung học, thuộc Đại học Sư phạm Đài Loan 師大附中初中部 (tương đương lớp 7 ở Việt Nam), ông đã bắt đầu phiên dịch các tác phẩm văn học ngắn của Tây phương. Bản dịch đầu tiên của ông gửi đăng ở tạp chí Thanh niên Tự do (自由青年) và kiếm được một ít nhuận bút. Tuy nhiên, sự nghiệp văn chương của Cổ Long chính thức bắt đầu là vào thời gian cuối cấp II. Năm 1956, Cổ Long đã viết bài văn "Từ miền Bắc đến miền Nam" (從北國到南國) gửi đăng ở tạp chí "Ánh mai" (tức "Thần quang" 晨光) do Ngô Khải Vân chủ biên (吳凱雲主編) và nhận được khoản nhuận bút kha khá. Bắt đầu từ đó, Cổ Long tiếp tục viết thêm nhiều bộ tiểu thuyết và văn xuôi, tuy nhiên các tác phẩm thuở ấy chỉ thuần về văn học và chủ yếu là viết về tình yêu nam nữ.
Sau khi tốt nghiệp Cấp III tại trường Trung học Thành Công (成功中學), năm 1957, Cổ Long thi đậu vào Trường Cao đẳng dân lập chuyên khoa Anh ngữ "Đạm Giang" (淡江私立高等英語專科學校, trường này thành lập từ năm 1950, đến 1980 được nâng cấp thành Trường Đại học Đạm Giang, 淡江大學). Tuy nhiên, sang năm thứ hai thì Cổ Long nghỉ học, chính thức sống bằng nghề viết văn.
Năm 1960, qua sự động viên và ủng hộ của bạn bè, Cổ Long đã viết bộ Thương khung thần kiếm (蒼穹神劍). Đây là bộ truyện mở đầu cho sự nghiệp tiểu thuyết võ hiệp của ông, vì vậy, kỹ thuật viết không hay, nó giống như là thuật lại sơ lược một câu chuyện.
Trong thời gian 1960-1964, Cổ Long viết được hơn chục bộ truyện võ hiệp nhưng hầu hết đều ở mức trung bình. Chỉ đến năm 1965 thì sự nghiệp mới bắt đầu chín mùi, lúc đó ông có thể viết cùng lúc hai ba bộ tiểu thuyết với nội dung đặc sắc và luôn giao bản thảo sớm hơn thời gian quy định. Mười năm sau, không biết có phải sức khoẻ suy thoái do tửu sắc mà các tác phẩm võ hiệp của ông dần dần mất đi những ý tưởng độc đáo (năm 1977 ông đã phát hiện mình mắc bệnh viêm gan, sức khoẻ ngày càng suy giảm nhưng vẫn cứ tiếp tục uống rượu). Năm 1980, trong khi ăn tiệc ở nhà hàng "Ngâm Tùng Các" (吟松阁), không biết ông gây xích mích rồi ẩu đả như thế nào mà bị người ta chém. Vết thương khá nặng, làm cho ông mất máu khá nhiều, nghe nói đến 2 lít. Khoảng thời gian đó đến cuối đời, Cổ Long bắt đầu sa sút, luôn nhận tiền nhuận bút trước của các nhà xuất bản nhưng thường giao bản thảo trễ hạn. Hoặc tác phẩm mở đầu thì khá nhưng về sau có lẽ do viết tháu để nộp bài cho kịp, vì vậy mà câu chuyện đầu voi đuôi chuột (Hổ đầu xà vĩ). Có đôi lúc Cổ Long lại bỏ dỡ nửa chừng, nhà xuất bản buộc phải tìm những Sinh viên Đại học có khả năng để viết tiếp phần cuối. Lúc ấy trên lĩnh vực tiểu thuyết võ hiệp xuất hiện bút danh "Thượng Quan Đỉnh" (上官鼎), đó tuyệt không phải là bút danh của một nhà văn nào mà chính là nhiều sinh viên Đài Loan, người này tiếp nối người kia để viết bổ sung cho tác phẩm của Cổ Long. Việc làm này đưa đến một sự kiện dở khóc dở cười là ở tác phẩm "Kiếm độc Mai Hương" (劍毒梅香), Thượng Quan Đỉnh viết phần cuối càng về sau càng trật bản lề, dẫn đến việc độc giả lo âu nghiêm trọng. Ngay cả Cổ Long, khi xem lại phần viết thêm của Thượng Quan Đỉnh cũng cảm thấy muốn té xỉu. Để sửa sai, Cổ Long phải chấp bút viết lại phần cuối của bộ sách này.
Trong suốt cuộc đời của Cổ Long, có lẽ bị ảnh hưởng từ gia đình mà ông rất sợ cô độc. Bởi thiếu thốn tình yêu thương trong gia đình, ông giao thiệp với bạn bè rất rộng và đối xử với họ rất tốt. Ông uống rượu nhiều và thường kết giao với bạn bè qua bàn rượu, vì vậy mà quan hệ bạn bè của Cổ Long khá phức tạp. Những người bạn cùng học với ông ở Trường chuyên khoa Anh ngữ "Đạm Giang" kể lại rằng ông có quan hệ tốt với bạn học và cũng rất quý trọng tình bạn. Vì vậy mà trong rất nhiều tác phẩm của Cổ Long, tên của các bạn học thời ấy đã được Cổ Long sử dụng làm tên nhân vật, thậm chí là mô tả tướng mạo, tính cách đều rất sát với con người thật.
Cổ Long yêu gái đẹp và quan hệ với rất nhiều cô. Ngay từ thời học sinh đã sống chung với vũ nữ Trịnh Lợi Lợi (鄭莉莉), có với cô này một đứa con trai. Rồi ông lại say mê vũ nữ Diệp Tuyết (葉雪), cũng có với cô này một đứa con trai. Sau đó, ông kết hôn với Mai Bảo Châu, là nữ sinh học Cấp III (高中生梅寶珠). Do không chịu được tính khí của Cổ Long, dù đã có với ông một đứa con trai, Mai Bảo Châu đã ly hôn với ông. Cuối cùng, Cổ Long kết hôn với Vu Tú Linh (于秀玲) và ở với nhau cho đến cuối đời. Ngoài những mối tình chính thức kể trên, Cổ Long cũng âm thầm quan hệ với nhiều người phụ nữ khác.
Tương truyền bút danh "Cổ Long" của ông cũng có liên quan đến một người con gái. Trong khi theo học tại Trường chuyên khoa Anh ngữ "Đạm Giang", lớp của ông có tất cả là 36 học sinh, tuy nhiên trong số đó chỉ có 4 nữ. Trong số 4 nữ sinh ấy, có một cô tên "Cổ Phụng" là đẹp nhất nhưng lại tỏ ra cô độc, rất hiếm khi chuyện trò với các bạn cùng học. Các bạn trai trong lớp thường hay trêu chọc cô gái này, họ đã đặt cho cô ta biệt hiệu là "Chim" (鳥). Hùng Diệu Hoa cảm thấy yêu thích Cổ Phụng, vì vậy mà chủ động tiếp cận, làm quen. Tuy nhiên, với vóc người lùn thấp (khoảng 1,56 mét), đầu thì to như quả dưa, miệng rộng, mắt hí (các bạn học đặt cho Hùng Diệu Hoa biệt hiệu "Đầu to" 大頭), Cổ Phụng không thèm để mắt đến anh chàng này. Sau đó một thời gian, cha của Cổ Phụng qua đời. Hùng Diệu Hoa hay được tin, mặc dù lúc ấy đang mưa to như thác đổ, cũng vội tìm đến nhà Cổ Phụng để an ủi. Lúc Hùng Diệu Hoa đến nhà thăm viếng, vì Cổ Phụng không có người thân nào bên cạnh nên rất xúc động, sà vào lòng của anh ta mà khóc nức nở. Hùng Diệu Hoa cũng liên tưởng đến hoàn cảnh đáng thương của gia đình mình nên cùng khóc theo cô nàng. Lát sau, Cổ Phụng bớt đi đau thương thì chợt thấy mình đang tựa vào lòng của Hùng Diệu Hoa, vì vậy mà vội xê người ra và lên tiếng mời Hùng Diệu Hoa rời khỏi nhà mình. Hùng Diệu Hoa cố gắng giãi bày, nói rõ tình cảm của mình đối với Cổ Phụng là chân thành và sâu sắc, tuy nhiên Cổ Phụng vẫn không chấp nhận. Hùng Diệu Hoa bèn lập lời thề là nếu không được sống chung với Cổ Phụng, ông sẽ làm cho cô ta mãi mãi nhớ đến mình. Từ đó, Hùng Diệu Hoa bắt đầu sử dụng bút danh "Cổ Long" (Không rõ có phải vì câu chuyện này mà Hùng Diệu Hoa bỏ học vào năm thứ hai ở Trường chuyên khoa Anh ngữ "Đạm Giang").
Khoảng thời gian 1984-1985, sức khoẻ của Cổ Long sa sút trầm trọng. Ông mất vào lúc 18 giờ 3 phút ngày 21 tháng 9 năm 1985 vì biến chứng của bệnh xơ gan, làm giãn vỡ tĩnh mạch thực quản, gây xuất huyết trầm trọng. Trong đám tang của Cổ Long, những người phụ nữ từng quen biết hoặc quan hệ với ông trước đây đều không có ai đến viếng (Người ta kể rằng: câu nói cuối cùng của Cổ Long trước lúc qua đời là "Sao chẳng có người bạn gái nào đến thăm tôi cả?"). Lúc hạ huyệt, bạn bè của ông lần lượt đem rượu đến đặt bên quan tài. Có lẽ họ đã bàn bạc với nhau từ trước, vì vậy mà người ta đếm được có tất cả 48 chai rượu loại XO (là loại rượu Cổ Long thích uống nhất khi còn sống), tương ứng với số tuổi mà Cổ Long hưởng dương (dựa theo chi tiết này thì Cổ Long sinh vào năm 1937).

## Tác phẩm
Có tài liệu nói Cổ Long đã viết 82 tác phẩm, tuy nhiên con số này bao gồm cả những truyện "giả" Cổ Long (của tác giả khác nhưng lấy bút danh Cổ Long), hoặc Cổ Long nhờ người khác viết cho kịp giao nhà xuất bản. Khi biên tập bộ Cổ Long tác phẩm tập, Hội Văn học võ hiệp Trung Quốc đã xác định con số 69 tác phẩm.
Tiểu thuyết của ông mang phong cách hiện đại, tính triết lý sâu sắc, rất khác biệt với các võ hiệp tiểu thuyết gia cùng thời và trước đó. Truyện của ông hoàn toàn hư cấu về thời gian và không gian nhưng tâm lý và quan hệ của các nhân vật trong truyện lại rất thật. Cổ Long không miêu tả kỹ về xuất thân và võ công mà xoay quanh nội tâm của các nhân vật, thường thì họ không phải những mẫu anh hùng điển hình toàn diện, mà là một con người có những mâu thuẫn, có tốt có xấu, có lúc sai có lúc đúng, ham mê tửu sắc giống như bản thân Cổ Long. Kết thúc truyện của ông đôi khi rất dở dang nhưng chính sự dở dang đó đã để lại nhiều suy nghĩ trong lòng người đọc, giúp chúng ta hiểu ra được nhiều điều. Bản niêu biểu truyện Cổ Long được trích từ "Cổ Long tác phẩm tập" của nxb Chu Hải.
Sự nghiệp sáng tác của ông tạm chia ra làm 3 giai đoạn đó là:
- Cổ Long thời kỳ đầu (1960-1964): giai đoạn này Cổ Long còn chưa định hình được phong cách, không có gì đặc biệt.
- Thời kỳ đỉnh cao (1965-1979): Giai đoạn này ông viết rất sung sức, có những tác phẩm, những nhân vật tuyệt vời đưa Cổ Long lên ngang hàng với Kim Dung trở thành 2 tác giả lớn nhất của làng tiểu thuyết võ hiệp.
- Giai đoạn cuối (1980 đến cuối đời): Lúc này sức khoẻ của ông đã rất kém, hậu quả của lối sống phóng túng. Ông viết không còn nhiều ý tưởng, ảm đạm và thường không còn viết được trọn một tác phẩm nào.

1. (1960) Thương khung thần kiếm 蒼穹神剑 Cang Qiong Shen Jian'(Divine Sky Sword) - 10 hồi
2. (1960) Kiếm độc mai hương 剑毒梅香 Jian Du Mei Xiang (The Poisonous Sword and the Fragrant Plum Blossom)
3. (1960) Kiếm khí thư hương 剑气书香 Jian Qi Shu Xiang (The Aura of the Sword and the Fragrance of the Book) (Tên xuất bản trước 1975: Đoạn kiếm thù)
4. (1960) Nguyệt dị tinh tà, 月異星邪 Yue Yi Xing Xie (Strange Moon, Evil Star) (Tên xuất bản trước 1975: Dị Kiếm khách)
5. (1960) Cô tinh truyện 孤星传 Gu Xing Chuan (Lone Star Story)
6. (1960) Tương phi kiếm 湘妃剑 Xiang Fei Jian Madame Xiang's Sword
7. (1961) Du hiệp lục 游侠录 You Xia Lu (Wandering Hero) - 8 hồi
8. (1961) Thất hồn dẫn, 失魂引 Shi Hun Yin (Guide to Lost Souls)
9. (1962) Tàn kim khuyết ngọc 殘金缺玉 Can Jin Que Yu (Broken Gold and Incomplete Jade)
10. (1962) Thái hoàn ca 彩環曲 Cai Huan Qu - 12 hồi
11. (1962) Hộ hoa linh, 护花铃 Hu Hua Ling, tên cũ: Bất tử thần long, tên mới: Hộ hoa kiếm khách
12. (1963) Kiếm khách hành 剑客行 Jian Ke Hang (Swordsman's Honor)
13. (1963) Phiêu hương kiếm vũ 飄香剑雨 Piao Xiang Jian Yu (Fragrant Sword Rain)
14. (1963) Kiếm huyền lục 剑玄录 Jian Xuan Lu (The Tale of a Remarkable Sword)
15. (1964) Hoán hoa tẩy kiếm lục 浣花洗剑录 Huan Hua Xi Jian Lu (Sword Bathed in Flowers) (Tên xuất bản trước 1975: Ân thù kiếm lục)
16. (1964) Long ngâm ca 龙吟曲 Long Yin Qu
17. (1964) Tình nhân tiễn 情人箭 Qing Ren Jian (Lover's Arrow) (Tên xuất bản trước 1975: Xuyên tâm lịnh)
18. (1964) Đại kì anh hùng truyện 大旗英雄传 Da Qi Ying Xiong Chuan (The Legend of the Hero's Banner) - 44 hồi
19. (1965) Danh kiếm phong lưu 名剑风流 Ming Jian Feng Liu (The Sword and the Exquisiteness) - 40 hồi (Tên xuất bản trước 1975: Huyết sử võ lâm)
20. (1966) Võ lâm ngoại sử 武林外史 Wu Lin Wai Shi (The Legend of Wulin) - 44 hồi (Tên xuất bản trước 1975: Võ lâm tuyệt địa)
21. (1967) Tuyệt đại song kiêu 绝代双骄 Jue Dai Shuang Jiao (The Legendary Twins) (Tên xuất bản trước 1975: Giang hồ thập ác & Tuyệt đại song hùng)
22. Sở Lưu Hương hệ liệt 楚留香系列 Chu Liu Xiang Xi Lie (The Adventures of Chu Liu Xiang) - viết trong thời gian 1968 - 1979
  1. (1968) Huyết hải phiêu hương, 血海飄香 Xie Hai Piao Xiang (Fragrance in the Sea of Blood) - 27 hồi (Một phần trong bộ truyện xuất bản trước 1975: Long Hổ Phong Vân)
  2. (1969) Đại sa mạc, 大沙漠 Da Sha Mo (Vast Desert) - 36 hồi (Một phần trong bộ truyện xuất bản trước 1975: Long Hổ Phong Vân)
  3. (1970) Họa mi điểu, 画眉鸟 Hua Mei Niao (The Thrush) - 36 hồi (Một phần trong bộ truyện xuất bản trước 1975: Long Hổ Phong Vân)
  4. (1970) Quỷ luyến hiệp tình, 鬼戀俠情 Gui Lian Xia Qing (The Legend of the Ghost Lover) - 12 hồi
  5. (1971) Biên bức truyền kỳ 蝙蝠传奇 Bian Fu Chuan Ji (Legend of the Bat) - 23 hồi (Tên khác: Lưu Hương Đạo Soái)
  6. (1972) Đào hoa truyền kỳ, 桃花传奇 Tao Hua Chuan Ji (Legend of the Peach Blossom) - 15 hồi
  7. (1978) Tân Nguyệt truyền kỳ, 新月传奇 Xin Yue Chuan Ji (Legend of the New Moon) - 12 hồi
  8. (1979) Ngọ dạ lan hoa, 午夜兰花 Wu Ye Lan Hua (Midnight-Blooming Orchid) - 14 hồi
23. Tiểu Lý Phi Đao hệ liệt 小李飞刀系列 Xiao Li Fei Dao Xi Lie (Little Li Flying Dagger series) : là nhóm truyện có chung các nhân vật: Lý Tầm Hoan, Diệp Khai, Phó Hồng Tuyết... gồm có
  1. (1968) Đa tình kiếm khách vô tình kiếm, 多情剑客无情剑 Duo Qing Jian Ke Wu Qing Jian (Sentimental Swordsman, Ruthless Sword); 89 hồi
  2. (1973) Biên thành lãng tử 边城浪子 Bian Cheng Lang Zi (Tên khác Phong Vân Đệ Nhất Đao)
  3. (1973) Cửu nguyệt ưng phi, 九月鹰飞 Jiu Yue Ying Fei (Nine Moons, Flying Eagle)
  4. (1974) Thiên nhai - Minh nguyệt - Đao, 天涯‧明月‧刀 Tian Ya Ming Yue Dao (Midnight, Bright Moon, Saber)
  5. (1981) Phi đao, hựu kiến phi đao 飞刀，又見飞刀 Fei Dao, You Jian Fei Dao (Flying Dagger, Again Meet Flying Dagger) - 12 hồi
24. (1971) Hoan lạc anh hùng 欢乐英雄 Huanle Yingxiong (A Merry Hero) (Tên xuất bản trước 1975: Giang hồ tứ quái)
25. (1971) Đại nhân vật, 大人物 Da Ren Wu (Great Hero) - 32 hồi (Tên xuất bản trước 1975: Cát bụi giang hồ)
26. (1973) Lưu tinh, hồ điệp, kiếm, 流星.蝴蝶.剑 Liu Xing. Hu Die. Jian (Meteor. Butterfly. Sword) - 29 hồi
27. (1973) Tiêu thập nhất lang, 萧十一郎 Xiao Shi Yi Lang (The Eleventh Son)
28. Lục Tiểu Phụng hệ liệt 陸小凤系列 Liu Xiao Feng Xi Lie (The Adventures of Liu Xiao Feng) - viết trong thời gian 1976 - 1981
  1. (1973) Lục Tiểu Phụng truyền kỳ 陸小凤传奇 Liu Xiao Feng Chuan Ji (The Legend of Liu Xiao Feng) (Tên xuất bản trước 1975: Lục Tiểu Phụng)
  2. (1976) Tú hoa đại đạo 繡花大盜 Xiu Hua Da Dao (Embroidery Bandit) (Tên xuất bản trước 1975: Phượng gáy trời nam)
  3. (1976) Quyết chiến tiền hậu 决战前后 Jue Zhan Qian Hou (Before and After the Duel) (Tên xuất bản trước 1975: Tiền chiến, Hậu chiến)
  4. (1977) Ngân câu đổ phường 銀鉤賭坊 Yin Gou Du Fang (The Silver Hook Gambling House)
  5. (1977) U Linh sơn trang 幽灵山庄 You Ling Shan Zhuang (Stealth Mountain Village)
  6. (1978) Phụng vũ cửu thiên 凤舞九天 Feng Wu Jiu Tian (The Phoenix Dances for Nine Days)
  7. (1981) Kiếm thần nhất tiếu 剑神一笑 Jian Shen Yi Xiao (Laughter of the Sword God)
29. (1973) Thất sát thủ, 七杀手 Qi Sha Shou (Seven Murderous Hands)
30. (1973) Tuyệt bất đê đầu 绝不低头 Jue Bu Di Tou (The Proud)
31. Thất chủng vũ khí hệ liệt, 七种武器系列 Qi Zhong Wu Qi Xi Lie' (The Seven Weapon Series)
  1. (1974) Trường sinh kiếm, 長生剑 Chang Sheng Jian (Immortal Sword)
  2. (1974) Bích ngọc đao, 碧玉刀 Bi Yu Dao (Jasper Saber)
  3. (1974) Khổng tước linh, 孔雀翎 Kong Que Ling (Peacock Tail Feathers)
  4. (1974) Đa tình hoàn, 多情环 Duo Qing Huan Passionate Ties
  5. (1975) Bá vương thương, 霸王枪 Ba Wang Qiang (The Overlord's Spear)
  6. (1976) Ly biệt câu 离别钩 Li Bie Gou (Farewell, Enticement)
  7. (1978) Quyền đầu 拳頭 Quan Tou (Knucklehead)
32. (1975) Kiếm, hoa, yên vũ, Giang Nam 剑‧花‧煙雨‧江南 Jian, Hua, Yianyu, Jiang Nan (Sword, Flower, Misty Rain, South of the Yangzi River)
33. (1975) Tam thiếu gia đích kiếm, 三少爺的剑 San Shao Ye De Jian (Third Young Master's Swords)
34. (1976) Hoả Tính Tiêu thập nhất lang 火併萧十一郎 Huopin Xiao Shiyi Lang (The Sequel to The Deer-Carving Sabre aka Treasure Raiders)
35. (1976) Bạch ngọc lão hổ 白玉老虎 Bai Yu Lao Hu (House of White Jade and Tigers) - 9 hồi
36. (1976) Huyết anh vũ 血鹦鹉 Xie Ying Wu (Blood Parrot)
37. (1976) Đại địa phi ưng 大地飞鹰 Da Di Fei Ying (Flight of the Great Eagle)
38. (1977) Viên Nguyệt Loan Đao 圆月弯刀 Yuan Yue Wan Dao (Full Moon Curved Sabre)
39. (1977) Bích huyết tẩy ngân thương 碧血洗银枪 Bi Xue Xi Yin Qiang (Silver Spear Cleansed in Blood), 1977 - 39 hồi
40. (1978) Anh hùng vô lệ 英雄无泪 Ying Xiong Wu Lei (Hero without Tears)
41. (1978) Thất tinh long vương 七星龙王 Qi Xing Long Wang (Seven Star Dragon King)
42. (1980) Phong linh trung đích đao thanh 风铃中的刀声 Feng Ling Zhong De Dao Sheng (Wind Chimes and the Sound of Saber) - 25 hồi
43. (1981) Bạch ngọc điêu long 白玉雕龙 Bai Yu Diao Long (White-Jade Carved Dragon)
44. (1982) Nộ Kiếm Cuồng Hoa 怒剑狂花 Nu Jian Kuang Hua (Furious Sword and Mad Flowers)
45. (1982) Na nhất kiếm đích phong tình, 那一剑的风情 Na Yi Jian De Feng Qing (Swordplay) - 31 hồi
46. (1984) Đổ cục hệ liệt 賭局系列 Du Ju Xi Lie (Gambling House Series) - 34 hồi

Các tác phẩm không chính thức
- (1963) Thần quân biệt truyện 神君別傳 Shen Jun Bie Zhuan
- (1983) Thiết kiếm hồng nhan 铁剑红颜 Tie Jian Hong Yan
- (1985) Cúc hoa đích thứ 菊花的刺 Ju Hua De Ci
- (1986) Biên thành đao thanh, 边城刀声 Bian Cheng Dao Sheng (The Sound of the Sabre in a Border Town)

## Nhân vật
- Thám hoa Lý Tầm Hoan
- Tứ mi mao Lục Tiểu Phụng
- Đạo soái Sở Lưu Hương
- Tiêu Thập Nhất Lang
- Tiểu Ngư nhi

## Phim ảnh

### Biên kịch
- Độc Tí Song Hùng, Hồng Kông 1977 - Vương Vũ, Khương Đại Vệ
- Quyền Thương Quyết Đấu, Đài Loan 1977 - Vương Vũ
- Đao Hồn, Đài Loan 1977 - Mạnh Phi, Long Quân Nhi
- Hiệp Cốt Nhu Tình, Hồng Kông 1978 - Nhạc Hoa, Phan Nghinh Tử, Văn Giang Long
- Lãng Tử Nhất Chiêu, Hồng Kông 1978 - Trần Tinh, Chu Giang, Mao Anh
- Linh Lung Ngọc Thủ Kiếm Linh Lung, Đài Loan 1978 - Trương Linh, Điền Bằng
- Phỉ Thuý Hồ Ly, Đài Loan 1979 - Hoàng Nhất Long, Lâm Y Oa
- Lãng Tử Khoái Đao, Đài Loan 1979 - Điền Bằng, Vương Quan Hùng
- Hàn Kiếm Cô Tinh, Hồng Kông 1980 - Lưu Thượng Khiêm, Tôn Vệ
- Thiên Nhai Quái Khách, Hồng Kông 1981 - La Liệt, Yến Nam Hi
- Tái Thế Anh Hùng, Đài Loan 1981 - Lưu Đức Khải, Lý Liệt
- Huyết Kỳ Biến, Đài Loan 1982 - Lưu Vĩnh, Tỉnh Lỵ, Từ Thiếu Cường
- Tình Nhân Khán Đao, Đài Loan 1984 - Trịnh Thiếu Thu, Lâm Thanh Hà, Nhĩ Đông Thăng

### Sở Lưu Hương hệ liệt

#### Truyền hình
- Hiệp Đạo Phong Lưu, ATV 1979 - Phan Chí Văn, La Lạc Lâm, Vạn Tử Lương, Văn Tuyết Nhi, Ngụy Thu Hoa
- Sở Lưu Hương, TVB 1979 - Trịnh Thiếu Thu, Triệu Nhã Chi, Uông Minh Thuyên
- Tân Nguyệt Truyền Kỳ, Đài Loan 1982 - Trương Xung, Hiệp Văn
- Sở Lưu Hương: Biến Bức Truyền Kỳ, TVB 1984 - Miêu Kiều Vỹ, Ông Mỹ Linh, Nhậm Đạt Hoa
- Sở Lưu Hương Tân Truyện, Đài Loan 1985 - Trịnh Thiếu Thu, Mễ Tuyết, Cao Hùng
- Hương Soái Truyền Kỳ, Đài Loan 1995 - Trịnh Thiếu Thu, Dương Lệ Thanh
- Tây Môn Vô Hận, Hợp Tác 2000 - Tiêu Anh Tuấn, Lưu Ngọc Đình, Lưu Đức Khải
- Tân Sở Lưu Hương, Hợp Tác (Đài Loan - TVB) 2001 - Nhậm Hiền Tề, Lê Tư, Lâm Tâm Như
- Sở Lưu Hương Truyền Kỳ, Trung Quốc (CCTV) 2007 - Chu Hiếu Thiên, Hồ Tĩnh
- Sở Lưu Hương Tân Truyện, Trung Quốc (ChinaTV) 2012 - Trương Trí Nghiêu, Phàn Thiếu Hoàng

#### Điện ảnh
- Sở Lưu Hương, Shaw Brothers 1977 - Địch Long, Lăng Vân, Nhạc Hoa
- Biên Bức Truyền Kỳ, Shaw Brothers  1978 - Địch Long, Lăng Vân, Nhĩ Đông Thăng
- Chiết Kiếm Truyền Kỳ, Đài Loan 1979 - Điền Bằng, Dương Quân Quân
- Sở Lưu Hương Truyền Kỳ, Đài Loan 1980 - Lưu Đức Khải, Quy Á Lôi
- Sở Lưu Hương Và Hồ Thiết Hoa, Đài Loan 1980 - Lưu Đức Khải, Lý Kiếm Bình
- Tân Nguyệt Truyền Kỳ, Đài Loan 1980 - Mạnh Phi, Lăng Vân, Dương Quân Quân
- Hiệp Ảnh Lưu Hương, Đài Loan 1980 - Mạnh Phi, Long Quân Nhi
- Đào Hoa Truyền Kỳ, Đài Loan 1980 - Mạnh Phi, Dương Quân Quân
- Trung Nguyên Nhất Điểm Hồng, Đài Loan 1980 - Lăng Vân, Long Quân Nhi, Bối Đế
- Sở Lưu Hương: U Linh Sơn Trang, Shaw Brothers 1982 - Địch Long, Cố Quán Trung
- Đạn Chỉ Thần Công, Đài Loan 1982 - Mạnh Phi, Triệu Nhã Chi, Khương Đại Vệ
- Phong Linh Trung Đích Đao Thanh, Đài Loan 1983 - Điền Bằng, Khương Đại Vệ, Triệu Nhã Chi
- Ngọc Kiếm Lưu Hương, Hồng Kông 1983 - Trịnh Thiếu Thu, Dư An An
- Sở Lưu Hương Đại Kết Cục, Đài Loan 1983 - Trịnh Thiếu Thu, Từ Thiếu Cường
- Ngọ Dạ Lan Hoa, Đài Loan 1983 - Trịnh Thiếu Thu, Lâm Thanh Hà
- Tiếu Hiệp Sở Lưu Hương, Hồng Kông 1993 - Quách Phú Thành, Khâu Phục Trinh, Trương Mẫn
- Tây Môn Vô Hận, Đài Loan 1993 - Mạnh Phi, Dương Quân Quân
- Đạo Soái Lưu Hương, Hồng Kông 2004 - Trương Đạt Minh, Mã Đức Chung

### Tiểu Lý Phi Đao hệ liệt

#### Truyền hình
- Tiểu Lý Phi Đao, TVB 1978 - Chu Giang, Hoàng Nguyên Thân, Hoàng Hạnh Tú
- Tiểu Lý Phi Đao, Đài Loan 1982 - Vệ Tử Vân, Long Truyện Nhân
- Đa Tình Kiếm Khách, Trung Quốc 1990 - Vu Kiện, An Di.
- Tiểu Lý Phi Đao, TVB 1994 - Quan Lễ Kiệt, Phó Minh Hiến
- Tiểu Lý Phi Đao, Trung Quốc 1999 - Tiêu Ân Tuấn, Ngô Kinh
- Phi Đao Vấn Tình, Trung Quốc 2000 - Tiêu Ân Tuấn, Trương Diên
- Phi Đao Hựu Kiến Phi Đao, Trung Quốc 2003 - Trương Trí Lâm, Lâm Tâm Như
- Tiểu Lý Phi Đao, Trung Quốc 2007 - Hoàng Tử Đằng, Trần Hi
- Phi Đao Hựu Kiến Phi Đao, Trung Quốc 2015 - Lưu Khải Uy, Dương Dung, Nghiêm Khoan

#### Điện ảnh
- Đa Tình Kiếm Khách Vô Tình Kiếm, Shaw Brothers 1977 - Địch Long, Nhĩ Đông Thăng
- Tiểu Lý Phi Đao, 1979 - Lăng Vân, Lý Tu Hiền, Lục Tiểu Phân
- Ma Kiếm Hiệp Tình, Shaw Brothers 1981 - Địch Long, Nhĩ Đông Thăng, Phó Thanh
- Phi Đao Hựu Kiến Phi Đao, Shaw Brothers 1981 - Khương Đại Vệ, Từ Thiếu Cường
- Tiểu Lý Phi Đao Ngoại Truyện, 2000 - Vương Kiệt, Lê Tư

### Lục Tiểu Phụng hệ liệt

#### Truyền hình
- Lục Tiểu Phụng, TVB 1976 - Lưu Tùng Nhân, Hoàng Nguyên Thân, Trịnh Thiếu Thu
- Lục Tiểu Phụng, Đài Loan 1984 - Vệ Tử Vân
- Lục Tiểu Phụng: Phụng Vũ Cửu Thiên, TVB 1986 - Vạn Tử Lương, Trần Tú Châu
- Lục Tiểu Phụng, Hợp Tác 2000 - Lâm Chí Dĩnh, Đào Hồng
- Lục Tiểu Phụng: Phụng Vũ Cửu Thiên, Hợp Tác 2001 - Tôn Diệu Uy, Lê Tư
- Lục Tiểu Phụng, Trung Quốc 2007 - Trương Trí Lâm, Trương Trí Nghêu
- Lục Tiểu Phụng Và Hoa Mãn Lâu, Trung Quốc 2014 - Lâm Phong, Trương Mông

#### Điện ảnh
- Tú Hoa Đại Đạo, Shaw Brothers 1978 - Lưu Vĩnh, Lăng Vân, Tỉnh Lỵ, Nhạc Hoa
- Quyết Chiến Tiền Hậu, Shaw Brothers 1981 - Lưu Vĩnh, Nhạc Hoa, Bạch Bưu
- Kiếm Thần Nhất Tiếu, Hồng Kông 1981 - Lưu Đức Khải
- Phụng Vũ Cửu Thiên, Đài Loan 1981 - Mạnh Phi, Dương Quân Quân
- Phụng Vũ Cửu Thiên, Đài Loan 1996 - Mạnh Phi, Hoàng Thu Sinh
- Quyết Chiến Tử Cấm Thành, Hồng Kông 2000 - Lưu Đức Hoa, Trịnh Y Kiện, Trương Gia Huy

### Tuyệt Đại Song Kiêu

#### Truyền hình
- Tuyệt Đại Song Kiêu, Đài Loan 1977 - Hạ Linh Linh, Giang Minh, Bối Đế
- Tuyệt Đại Song Kiêu, TVB 1979 - Hoàng Nguyên Thân, Thạch Tú, Hoàng Hạnh Tú, Mễ Tuyết
- Tân Tuyệt Đại Song Kiêu, Đài Loan1986 - Dương Phán Phán, Hoàng Hương Liên
- Tuyệt Đại Song Kiêu, TVB 1988 - Lương Triều Vỹ, Lê Mỹ Nhàn, Ngô Đại Dung
- Tuyệt Đại Song Kiêu, Đài Loan 1999 - Lâm Chí Dĩnh, Tô Hữu Bằng
- Tuyệt Thế Song Kiêu, Đài Loan 2002 - Lâm Chí Dinh, Đường Thần Vũ
- Tiểu Ngư Nhi Và Hoa Vô Khuyết, Trung Quốc 2004 - Tạ Đình Phong, Trương Vệ Kiện, Phạm Băng Băng
- Tân Tuyệt Đại Song Kiêu, Trung Quốc 2020 - Hồ Nhất Thiên, Trần Triết Viễn

#### Điện ảnh
- Ngọc Diện Hiệp, Shaw Brothers 1971 - Hà Lị Lị, Cao Viễn, Phan Nghinh Tử
- Tuyệt Đại Song Kiêu, Shaw Brothers 1979 - Phó Thanh, Ngũ Vệ Quốc, Văn Tuyết Nhi
- Tuyệt Đại Song Kiêu, Hồng Kông 1992 - Lưu Đức Hoa, Lâm Thanh Hà, Trương Mẫn

### Tiêu Thập Nhất Lang

#### Truyền hình
- Tiêu Thập Nhất Lang, TVB 1978 - Tạ Hiền, Lý Tư Kỳ, Hoàng Thục Nghi
- Tiêu Thập Nhất Lang, TVB 2001 - Huỳnh Nhật Hoa, Hướng Hải Lam, Thiệu Mỹ Kỳ
- Tiêu Thập Nhất Lang, Hợp Tác 2002 - Ngô Kỳ Long, Chu Ân, Vu Ba
- Tiêu Thập Nhất Lang, Trung Quốc 2014 (Nghiêm Khoan, Can Đình Đình, Lý Y Hiểu, Chu Nhất Long)

#### Điện ảnh
- Tiêu Thập Nhất Lang, Shaw Brothers 1971 - Vi Hoằng, Kim Phi
- Tiêu Thập Nhất Lang, Shaw Brothers 1978 - Địch Long, Tỉnh Lỵ, Lưu Vĩnh

### Biên Thành Lãng Tử - Cửu Nguyệt Ưng Phi - Thiên Nhai Minh Nguyệt Đao

#### Truyền hình
- Thiên Nhai Minh Nguyệt Đao, ATV 1985 - Phan Chí Văn, La Lạc Lâm
- Cửu Nguyệt Ưng Phi, ATV 1986 - Lưu Tùng Nhân, Trần Phục Sanh, Ngụy Thu Hoa
- Biên Thành Lãng Tử, TVB 1988 - Ngô Đại Dung, Tạ Ninh, Trương Thiệu Huy
- Thiên Nhai Minh Nguyệt Đao, Trung Quốc 2012 - Chung Hán Lương, Trần Sở Hà, Trương Mông, Khương Đại Vệ
- Tân Biên Thành Lãng Tử, Trung Quốc 2015 - Chu Nhất Long, Trương Hinh Dư

#### Điện ảnh
- Thiên Nhai Minh Nguyệt Đao, Shaw Brothers 1976 - Địch Long, La Liệt, Tỉnh Lỵ
- Nguyệt Dạ Trảm, Điện ảnh Đài Loan 1980 - Lăng Vân, Phan Nghinh Tử, Vương Quan Hùng
- Biên Thành Lãng Tử, Hồng Kông 1993 - Địch Long, Trần Huân Kỳ, Viên Vịnh Nghi, Trần Ngọc Liên, Viên Khiết Oánh, Trương Trí Lâm

### Hoán Hoa Tẩy Kiếm Lục (Ân Thù Kiếm Lục)

#### Truyền hình
- Hoán Hoa Tẩy Kiếm Lục, ATV 1979 - Trương Quốc Vinh, Văn Tuyết Nhi
- Kiếm Khiếu Giang Hồ, ATV 1996 - Lưu Tùng Nhân, Trang Tịnh Nhi, Từ Thiếu Cường
- Hoán Hoa Tẩy Kiếm Lục, Hợp Tác 2008 - Kiều Chấn Vũ, Tạ Đình Phong (người áo trắng), Chung Hân Đồng (Châu Nhi)

#### Điện ảnh
- Hoán Hoa Tẩy Kiếm Lục, Shaw Brothers 1982 - Lưu Vĩnh, Huỳnh Hạnh Tú, Nhạc Hoa, La Liệt
- Tình kiếm, Trung Quốc 2015 - Kiều Chấn Vũ, Tạ Đình Phong, Chung Hân Đồng

### Đại Kỳ Anh Hùng Truyện (Thiết Huyết Đại Kỳ Môn)

#### Truyền hình
- Đại Kỳ Anh Hùng Truyện, Đài Loan 1986 - Mạnh Phi, Dương Lệ Tinh, Quan Thông
- Thiết Huyết Đại Kỳ Môn, TVB 1989 - Thạch Tú, Lưu Thanh Vân
- Đại Kỳ Anh Hùng Truyện, Trung Quốc 2007 - Đỗ Thuần, Thôi Âm

#### Điện ảnh
- Đại Kỳ Anh Hùng Truyện, Shaw Brothers 1982 - Địch Long, La Mãng, Liệu Lệ Linh

### Võ Lâm Ngoại Sử

#### Truyền hình
- Võ Lâm Ngoại Sử, ATV 1977 - Vệ Tử Vân, Mễ Tuyết, Lưu Giang, Văn Tuyết Nhi
- Minh Nguyệt Thiên Nhai, Đài Loan 1983 - Giang Bân, Sử Lan Hoa, Tần Vỹ
- Võ Lâm Ngoại Sử, Đài Loan 1986 - Mạnh Phi, Trần Ngọc Mai, Lý Đại Lâm
- Võ Lâm Ngoại Sử, Trung Quốc 2001 - Huỳnh Hải Băng, Vương Diễm, Trương Diễm Diễm

#### Điện ảnh
- Khổng Tước Vương Triều, SB 1979 - Khương Đại Vệ, Tỉnh Lỵ, Dư An An

### Lưu Tinh Hồ Điệp Kiếm

#### Truyền hình
- Liên Hoa Tranh Bá, 1993 - Lý Nam Tinh
- Lưu Tinh Hồ Điệp Kiếm, Trung Quốc 2002 - Trịnh Thiếu Thu, Đinh Tử Tuấn
- Lưu Tinh Hồ Điệp Kiếm, Trung Quốc 2010 - Trần Sở Hà, Vương Diễm, Trần Ý Hàm

#### Điện ảnh
- Lưu Tinh Hồ Điệp Kiếm, Shaw Brothers 1976 - Nhạc Hoa, Cốc Phong, Tỉnh Lỵ
- Tân Lưu Tinh Hồ Điệp Kiếm, Hồng Kông 1993 - Lương Triều Vỹ, Dương Tử Quỳnh, Chung Tử Đan

### Tam Thiếu Gia Đích Kiếm

#### Truyền hình
- Tam Thiếu Gia Đích Kiếm, ATV 1977 - Vạn Tử Lương, Từ Thiếu Cường
- Tam Thiếu Gia Đích Kiếm, Trung Quốc 2000 - Hà Trung Hoa, Du Phi Hồng

#### Điện ảnh
- Tam Thiếu Gia Đích Kiếm, Shaw Brothers 1977 - Nhĩ Đông Thăng, Lăng Vân, Dư An An
- Thần kiếm (2016): đạo diễn Nhĩ Đông Thăng, sản xuất Từ Khắc, diễn viên Lâm Canh Tân, Giang Nhất Yến, Hà Nhuận Đông, Tưởng Mộng Tiệp

### Danh Kiếm Phong Lưu
- Danh Kiếm Phong Lưu, TVB 1979 - Hạ Vũ, Phan Nghinh Tử, Hoàng Mẫn Nghi
- Danh Kiếm Phong Lưu, Đài Loan 1981 - Vương Quan Hùng, Vu San
- Danh Kiếm Phong Lưu, Đài Loan 1985 - Dương Hoài Dân, Hiệp Phi, Trần Lệ Lệ

### Đại Nhân vật
- Hồng Phấn Động Giang Hồ, Shaw Brothers 1981 - Mễ Tuyết, Trần Quan Thái
- Phàm Nhân Dương Đại Đầu, Hợp Tác 2003 - Ngô Kinh, Quý Cần
- Đại Nhân vật, Trung Quốc 2008 - Tạ Đình Phong, Nghiêm Ngật Khoan

### Đại Địa Phi Ưng
- Đại Địa Phi Ưng, Điện ảnh Đài Loan 1978, Vương Quan Hùng, Lăng Vân
- Đại Địa Phi Ưng, TVB 1992 - Ngô Trấn Vũ, Lê Mỹ Nhàn, Lưu Gia Huy

### Viên Nguyệt Loan Đao
- Viên Nguyệt Loan Đao, Shaw Brothers 1979 - Nhĩ Đông Thăng, Uông Minh Thuyên, Lâm Kiến Minh
- Đao Thần, TVB 1979 - Lưu Tùng Nhân, Triệu Nhã Chi, Hàn Mã Lợi
- Viên Nguyệt Loan Đao, TVB 1997 - Cổ Thiên Lạc, Ôn Bích Hà, Lương Tiểu Băng
- Tân Viên Nguyệt Loan Đao, Trung Quốc 2012 - Trương Trí Nghiêu, Dương Tuyết, Đường Quốc Cường

### Anh Hùng Vô Lệ
- Anh Hùng Vô Lệ, TVB 1979 - Hoàng Thụ Đường, Tạ Hiền
- Anh Hùng Vô Lệ, Shaw Brothers 1980 - Phó Thanh, Nhĩ Đông Thăng, Triệu Nhã Chi
- Anh Hùng Vô Lệ, TVB 1984 - Miêu Kiều Vỹ, Lưu Gia Linh
- Anh Hùng Vô Lệ, Trung Quốc 1995 - Tu Khánh, Lý Diễm Thu
- Lệ Ngân Kiếm, Hợp Tác 2006 - Tiêu Ân Tuấn, Thái Thiếu Phân

### Tác phẩm Khác
- Tuyệt Bất Đê Đầu, Shaw Brothers 1977 - Tông Hoa, Lưu Vĩnh, Miêu Khả Tú
- Kiếm Hoa Yên Vũ Giang Nam, Điện ảnh Hồng Kông 1977 - Thành Long, Từ Phong, Đông Lâm
- Phiêu Hương Kiếm Vũ, Điện ảnh Đài Loan 1978 - Điền Bằng, Bạch Ưng
- Ly Biệt Câu, Điện ảnh Đài Loan 1980 - Vệ Tử Vân, Dư An An
- Kiếm Khí Tiêu Tiêu Khổng Tước Linh, Điện ảnh Đài Loan 1980 - Điền Hạc, Tôn Gia Lâm
- Huyết Anh Vũ, Shaw Brothers 1981 - Bạch Bưu, Lương Trân Ni, Lưu Vĩnh
- Du Hiệp Trương Tam Phong (Đại Nhân vật Cải Biên), ATV 1981 - Vạn Tử Lương, Trần Tú Văn, Trương Quốc Vinh
- Bích Huyết Tẩy Ngân Thương, TVB 1984 - Đào Đại Vũ, Trần Phục Sanh
- Đại Nội Thần Bổ (Thất Sát Thủ Cải Biên), Điện ảnh Hồng Kông 1987 - Cố Quán Trung, Liên Vỹ Kiện
- Thất Tinh Bích Ngọc Đao, Điện ảnh Trung Quốc 1991 - Triệu Dương, Lý Điện Phương
- Sách Mã Khiếu Tây Phong, Trung Quốc 2001 - Ngô Kinh, Du Phi Hồng
- Thất Chủng Binh Khí: Khổng Tước Linh, Trung Quốc 2010 - Thích Tiểu Long, Mục Đình Đình

## Những số liệu thống kê
- Nhân vật có biệt hiệu dài nhất: Kim Cung Ngân Đạn Trảm Hổ Đao Truy Vân Tróc Nguyệt Thủy Thượng Phiêu Lệ Thanh Phong

Theo bài của N. Tuyết Lan "Cổ Long-cuộc đời và tác phẩm", mục những cái nhất trong tác phẩm Cổ Long có liệt kê:
| Tác phẩm dài nhất:                   | Tuyệt đại song kiêu                                                              |
| Tác phẩm dở nhất:                    | Thanh kiếm của Tam thiếu gia                                                     |
| Tác phẩm bị chê nhiều nhất:          | Thiên nhai minh nguyệt đao                                                       |
| Tác phẩm nổi tiếng nhất:             | Lục Tiểu Phụng Sở Lưu Hương Đa tình kiếm khách, vô tình kiếm Tuyệt đại song kiêu |
| Nhân vật lụy vì tình nhất:           | Lý Tầm Hoan                                                                      |
| Nhân vật có nhiều biệt hiệu nhất:    | Lý Tầm Hoan (Tiểu lý phi đao, Lý Thám hoa, Thái hoa lang...)                     |
| Nhân vật nữ bướng bỉnh nhất:         | Chu Thất Thất                                                                    |
| Nhân vật nam bướng bỉnh nhất:        | Tiểu Ngư Nhi                                                                     |
| Nhân vật nam đáng yêu nhất:          | Lục Tiểu Phụng                                                                   |
| Nhân vật nữ đáng yêu nhất:           | Tô Anh                                                                           |
| Nhân vật nữ bi khổ nhất:             | Lâm Thi Âm                                                                       |
| Nhân vật nam bi khổ nhất:            | Lý Tầm Hoan, Phó Hồng Tuyết                                                      |
| Nhân vật nữ hào phóng nhất:          | Phong Tứ nương                                                                   |
| Nhân vật "tồi tệ" nhất:              | Hồ Thiết Hoa                                                                     |
| Nhân vật lạc quan nhất:              | Hoa Mãn Lâu                                                                      |
| Nhân vật có nụ cười hấp dẫn nhất:    | Tây Môn Xuy Tuyết                                                                |
| Nhân vật thân thế bí hiểm nhất:      | A Phi hay còn gọi là Tiểu Phi                                                    |
| Đôi tình nhân đẹp nhất:              | Lý Tầm Hoan và Lâm Thi Âm                                                        |
| Đôi tình nhân dễ thương nhất:        | Tiểu Ngư Nhi và Tô Anh                                                           |
| Đôi tình nhân tỏ tình lãng mạn nhất: | Lục Tiểu Phụng và Sa Mạn                                                         |
| Đôi tình nhân có tiếng sét tình ái:  | Hoa Mãn Lâu và Thạch Tú Tuyết                                                    |
| Đôi tình nhân đau khổ nhất:          | Sở Lưu Hương và Trương Khiết Khiết                                               |
| Đôi tình nhân oan gia:               | Thẩm Lãng và Chu Thất Thất                                                       |